# Congregatie voor de Geloofsleer
De Congregatie voor de Geloofsleer was een congregatie van de Romeinse Curie.
Op 21 juli 1542 werd door paus Paulus III de Congregatio Romanae et Universalis Inquisitionis ingesteld, de Romeinse inquisitie; hierdoor werd de inquisitie voor de gehele wereld gecentraliseerd.
Door paus Pius X werd de naam van de congregatie op 29 juni 1908 gewijzigd in Sanctum Officium (het Heilig Officie). In 1916 werd het beleidsterrein van de tegelijkertijd opgeheven congregatie voor de Index, die in 1571 was ingesteld met als doel de opstelling van de lijst van verboden boeken (de Index librorum prohibitorum), opgenomen in het Heilig Officie.
Paus Paulus VI vaardigde op 7 december 1965, de voorlaatste dag van het Tweede Vaticaans Concilie, een motu proprio (Integrae Servandae) uit, waarbij de naam van het Heilig Officie gewijzigd werd in congregatie voor de Geloofsleer. Dit gebeurde onder invloed van het concilie, waar een grote groep concilievaders, onder aanvoering van de Keulse aartsbisschop Joseph Frings, bezwaar maakte tegen de werkwijze van het Heilig Officie, dat zich aan willekeur en aan het beschuldigen van mensen zonder recht op wederhoor te buiten zou gaan. Volgens de paus was geloofsverdediging (...) in deze tijd het best gediend met het bevorderen van goede theologie. Daarom moest de nieuwe congregatie het positieve accentueren, in plaats van het negatieve, aanmoedigen in plaats van veroordelen en nieuwe bronnen aanboren. De congregatie kreeg ook nadrukkelijk de taak om bijeenkomsten te organiseren over omstreden kwesties.
Op 17 januari 2019 werd het beleidsterrein van de op die datum opgeheven Pauselijke Commissie Ecclesia Dei gevoegd bij de congregatie voor de Geloofsleer.

## Dicasterie
Op 5 juni 2022 werd bij de invoering van de apostolische constitutie Praedicate Evangelium de structuur van de Romeinse Curie gewijzigd. De congregatie werd vanaf die datum voortgezet onder de naam dicasterie voor de Geloofsleer.